# عامر عبد الوهاب الشمالية (رداع)

تعديل مصدري - تعديل

حارة عامر عبد الوهاب الشمالية هي إحدى حارات مدينة رداع أحد مدن محافظة البيضاء، بلغ تعداد سكانها 259 نسمة حسب تعداد اليمن لعام 2004.